# Dobrača
Dobrača es un pueblo ubicado en el municipio de Staro Nagoričane, en la región Noreste, Macedonia del Norte.

## Superficie
Posee una superficie de 9,985 kilómetros cuadrados.

## Demografía
Hasta 2021 la población era de 49 habitantes, con una densidad de población de 4,907 habitantes por kilómetro cuadrado.